# La Casera-Peña Bahamontes
La Casera-Peña Bahamontes foi um equipa ciclista espanhola que competiu profissionalmente entre 1968 e 1974. A equipa foi impulsionada pelo Clube Peña Bahamontes com o apoio comercial da marca de refrescos La Casera.

## História
A Peña Bahamontes, clube desportivo ainda existente na actualidade, foi fundada em Toledo pelo corredor Federico Martín Bahamontes depois da sua retirada, com o objectivo de promover o ciclismo. Foi a criadora e organizadora da Volta a Toledo, além de impulsionar uma equipa ciclista profissional, que competiu entre 1968 e 1974 baixo a direcção do próprio Bahamontes.

## Principais resultados
- Subida a Arrate: Joaquín Galera (1970), Pedro Torres (1974)
- Volta a Mallorca: Andrés Oliva (1972)
- Volta a Portugal: Jesús Manzaneque (1973)
- Volta às Astúrias: Jesús Manzaneque (1973)
- Volta a Aragão: Jesús Manzaneque (1973)
- Escalada em Montjuic: Jesús Manzaneque (1973)
- Volta à La Rioja: Jesús Manzaneque (1973, 1974)
- Klasika Primavera: Andrés Oliva (1974)
- Volta a Cantábria: Antoni Vallori (1974)

### Nas grandes voltas
- Volta a Espanha
  -     - 5 participações (1970, 1971, 1972, 1973, 1974)
    - 1 vitória de etapa:
      - 1 em 1973: Juan Zurano

    - 4 classificações secundárias:
    - Grande Prêmio da montanha: José Luis Abilleira (1973, 1974)
    - Classificação da combinada: José Luis Abilleira (1974)
    - Classificação por equipas: (1973)

- Tour de France
  - 2 participações (1973, 1974)
  - 1 vitória de etapa:
  - 1 em 1973: Pedro Torres
  - 1 classificação secundária:
  - Grande Prêmio da montanha: Pedro Torres (1973)

- Giro d'Italia
  - 1 participação (1970)
  - 1 vitória de etapa:
  - 1 em 1970: Miguel Mari Lasa